# Allium shirnakiense
Allium shirnakiense — вид трав'янистих рослин родини амарилісові (Amaryllidaceae), поширений у Туреччині.

## Опис
Цибулина куляста до яйцеподібної форми, 2.5–4 × 2.5–4.5 см, зовнішня оболонка сірувата, внутрішня перетинчаста, біла. Стебло міцне, довше листя, завдовжки 16–40 см, прямостійне, циліндричне. Листків 1(2)–4, стрічкоподібні, 12–20 × 1–7(8) см. Зонтик круглястий, діаметром до 6 см, багатоквітковий. Листочки оцвітини коричнево-зелені, зелені або пурпурові, 3–4 × 0.7–1 мм, ланцетні, лінійно-ланцетні, гострі на верхівці. Зав'язь і коробочка гладкі. Коробочка тригонно-тридольна, зелена, жовтувато-зелена, 6–7 × 6–7 мм. Насіння завдовжки до 3.5 мм; покрив чорний, злегка блискучий.

## Поширення
Поширений у Туреччині.